# Blue Eyes (Cary Brothers)
Blue Eyes è un singolo del cantautore statunitense Cary Brothers, pubblicato nel 2004. Blue Eyes è il singolo con il quale l'artista ha debuttato nella scena mainstream.
Successivamente è stato incluso nella colonna sonora del film La mia vita a Garden State, nell'EP di Brothers All the Rage, nella colonna sonora della quarta stagione di Scrubs - Medici ai primi ferri e come traccia bonus dell'album di debutto di Brothers, Who You Are dello stesso artista.

## Tracce
1. Blue Eyes – 4:23